# Пьянь
«Пьянь» (англ. Barfly) — американский художественный фильм 1987 года французского режиссёра Барбе Шрёдера, снятый по сценарию Чарльза Буковски.
Микки Рурк в роли Генри — хронического алкоголика, отброса общества и одновременно с этим талантливого, но разочаровавшегося в жизни писателя, который зарабатывает на кусок хлеба и стакан выпивки своими кулаками.

## Сюжет
Генри Чинаски — писатель, поэт и алкоголик. Свою жизнь он проводит в барах Лос-Анджелеса, но на выпивку и гамбургер он предпочитает зарабатывать «нетрадиционными» способами: он принимает участие в уличных драках, где на него делают ставки.
Однажды на другом конце стойки он видит увядающую красавицу Ванду (Фэй Данауэй) и незамедлительно влюбляется в неё. Ванда тоже алкоголичка, но, в отличие от безработного Генри, её содержит некий бизнесмен. У Генри и Ванды разрастается «роман», но вскоре появляется главный редактор литературного журнала Тулли Соренсон, которая готова опубликовать рассказы Чинаски. При личном знакомстве Генри и Тулли выясняется, что последняя — красивая богатая молодая девушка, которая влюблена в его творчество, равно как в него самого — заочно. Однако, попав в роскошный дом и получив предложение переселиться в домик для гостей, забулдыга Чинаски делает ноги в направлении старого доброго бара и боевой подруги Ванды. Рассказы, тем не менее, публикуют.

## В ролях
- Микки Рурк — Генри Чинаски
- Фей Данауэй — Ванда
- Элис Криге — Талли Соренсон
- Джек Нэнс — детектив
- Дж. К. Куин — Джим
- Фрэнк Сталлоне — Эдди
- Сэнди Мартин — Джанис
- Роберта Бэссин — Лилли
- Глория ЛеРой — бабушка Моусис
- Джо Ангер — Бен
- Гарри Кон — Рик
- Прюитт Тэйлор Винс — Джо
- Фриц Фельд — бомж